# Roberto João Motta
Roberto João Motta (Criciúma, 23 de março de 1947 – 29 de março de 1999) foi um advogado e político brasileiro.

## Vida
Filho de João Paulo Motta e de Maria Borges Motta, bacharelando-se em direito pela Universidade Federal de Santa Catarina, em 1972. Casou com Maria Rita Bessa Motta, com quem teve filhos.

## Carreira
Foi deputado à Assembleia Legislativa de Santa Catarina na 10ª legislatura (1983 — 1987), eleito pelo Partido do Movimento Democrático Brasileiro (PMDB).